# Moving Day (film 1919)
Moving Day è un cortometraggio muto del 1919 diretto da William A. Seiter (con il nome William Seiter).

## Produzione
Il film fu prodotto per la National Film Corporation of America (con il nome Capitol Comedies) da William Parsons, un attore che, l'anno precedente, aveva prodotto Tarzan of the Apes, la sua prima produzione, film che era stato diretto da Scott Sidney (il secondo adattamento per lo schermo del romanzo di Edgar Rice Burroughs). Il produttore morì per coma diabetico il 28 settembre di quell'anno, prima dell'uscita del film.

## Distribuzione
Distribuito dalla Goldwyn Distributing Company, il film - un cortometraggio in due bobine - uscì il 16 novembre 1919.